# Kopalnia Węgla Kamiennego Łagiewniki

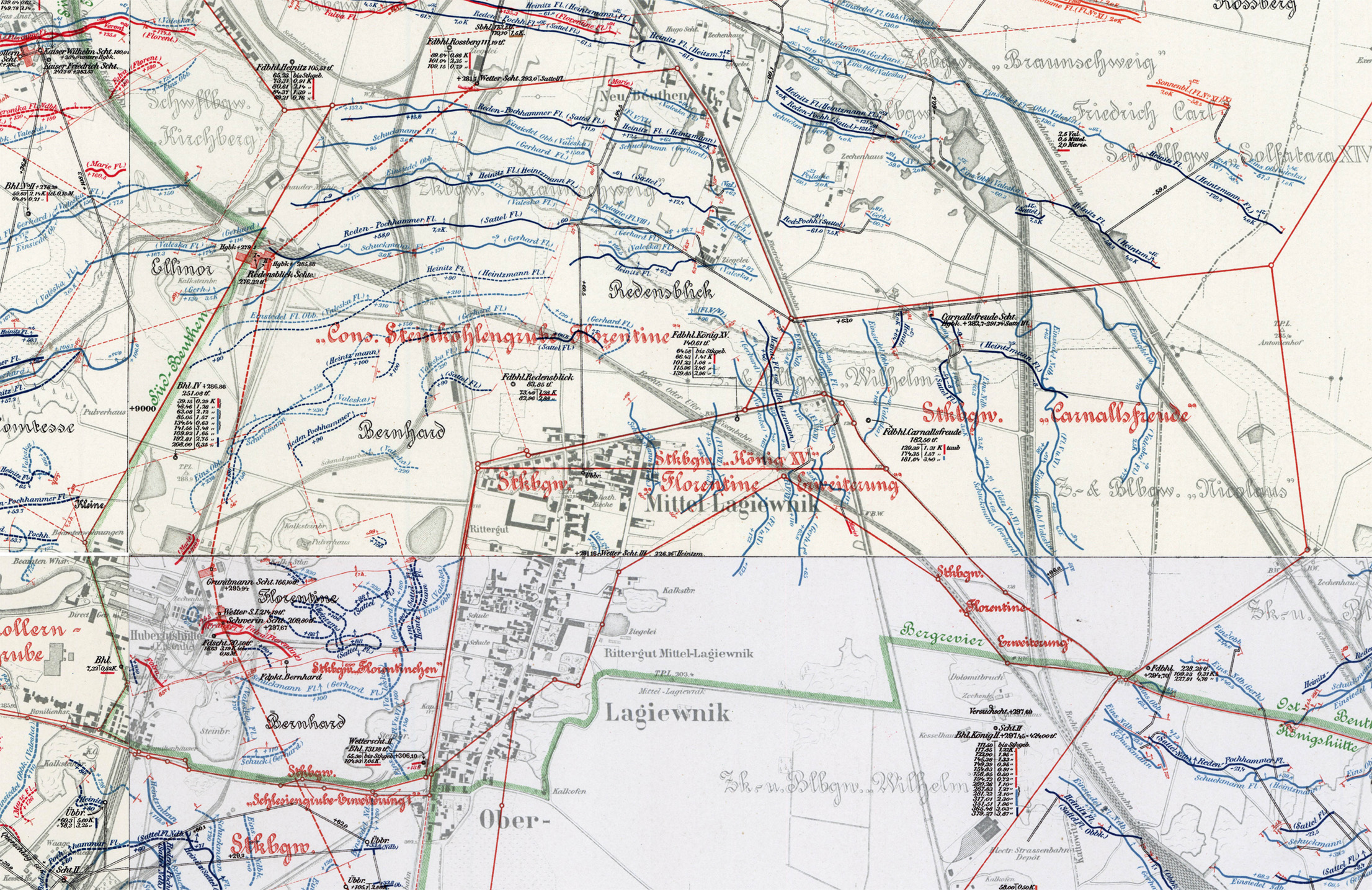
Darstellung der Grubenfelder der Grube Florentine. Ausschnitt aus einer Flözkarte von 1901.

Das Steinkohlenbergwerk Łagiewniki (polnisch Kopalnia Węgla Kamiennego Łagiewniki; alte deutsche Bezeichnung Grube Florentine) ist ein stillgelegtes Steinkohlenbergwerk in Bytom, Polen.

## Geschichte

### Bergwerk Florentine bis 1922
Schon ab dem Jahr 1822 wurde südlich des Stadtzentrums von Bytom/Beuthen im Ortsteil Łagiewniki/Hohenlinde aus mehreren Schächten („Leonard“, „Hoffnung“, „Detlev“, „Schalscha“ und „Waldemar“) Steinkohle gefördert und für die Verhüttung von Zinkerzen verwendet. Sowohl die Steinkohlenförderung wie auch der Bau der Zinkhütte waren das Werk Franz von Wincklers. Die drei Grubenfelder, die am 14. Februar 1870 zur Grube Florentine konsolidiert wurden, waren „Florentine“ (verliehen am 5. Januar 1825), „Bernhard“ (11. Januar 1842) und „Redensblick“ (1. Dezember 1855).
Der erste Tiefbauschacht war der 1856 abgeteufte Schacht „Schwerin“ (später „Drzymały“); zwei Jahre später kam für den Materialtransport und als einziehender Wetterschacht der Schacht „Grundmann“ (später Damrota) hinzu, 1871 die Doppelschachtanlage „Redensblick“ (Rycerski I und II).
Im Jahr 1881 verfügte die Grube über 19 Dampfmaschinen mit einer Gesamtleistung von 1.407 PS (5 Maschinen mit einer Leistung von 1.200 PS für die Wasserhebung), beschäftigte 1164 Mitarbeiter (davon 154 Frauen), und hatte eine Jahresleistung pro 299.837 Tonnen.
1889 wurde das Bergwerk Teil der Kattowitzer AG für Bergbau und Eisenhüttenbetrieb, 1896 konnte dank einer guten wirtschaftlichen Entwicklung das Feld „Carnallsfreude“ erworben und durch zwei Schächte aufgeschlossen werden. Durch Anpachtung der Felder „Florentine Erweiterung“, „König XV“ und „Friede“ verfügte die Grube schließlich über ein Abbaufeld von 6,34 km².
1912 verfügte die Grube über drei Betriebsabteilungen:
- „Schwerin“ (Lage) mit einem 270 m tiefen Förderschacht und einer Abbausohle bei 270 m.
- „Redensblick“ (Lage) mit zwei Förderschächten (330 m Teufe) und einem Abbau auf der 280-m- und der 330-m-Sohle sowie
- „Carnallsfreude“ (Lage) mit einem Schacht (ebenfalls 330 m Teufe), der der Seilfahrt und Wasserhaltung diente und einziehender Wetterschacht war. Auch fand in diesem Feldteil ein Abbau auf der 320-m-Sohle statt.

### Die Zeit von 1922 bis 1945
Durch die Teilung Oberschlesiens im Jahr 1922 fielen mehr als drei Viertel des Feldbesitzes und alle Fördereinrichtungen an Polen und nur ein im Norden direkt an die Heinitzgrube grenzender Streifen von 0,47 km² verblieb bei Deutschland. Deshalb wurde die dort anstehende Kohle von Heinitz aus abgebaut, während das 5,87 km² große und in Polen liegende Bergwerk den Namen Florentyna annahm. An den Besitzverhältnissen änderte sich durch diese Teilung nichts.
Jedoch kam es ab 1929 zu großen wirtschaftlichen Problemen. Zum einen gelang es nicht, den alten Besitzer, die „Kattowitzer AG für Bergbau und Eisenhüttenbetrieb“, in ein sicheres und zukunftssicheres Fahrwasser zu bringen, zum anderen führte die Weltwirtschaftskrise zu einem Einbruch der Kohlenförderung auf 414.799 Tonnen. Die Übernahme des Mutterunternehmens durch den polnischen Staat führte auch dazu, dass die Grube 1936 ihren Namen in Łagiewniki änderte.
Das Bergwerk Florentine führte seinen neuen Namen Łagiewniki von 1936 bis 1939 sowie ab 1945. Noch vor dem Überfall auf Polen durch das Deutsche Reich erholte sich die Produktion und erreichte 1938 einen Wert von 922.467 t.
Ende 1941 wurde sie Teil des deutschen Konzerns „Berg- und Hüttenwerksgesellschaft Karwin-Trzynietz“ (Berghütte) mit Sitz in Cieszyn/Teschen. Ziel der Nationalsozialisten war es, die Produktion zu erhöhen. Zu diesem Zweck wurden – wie in vielen anderen Bergwerken auch – Zwangsarbeiter, sowjetische Kriegsgefangene und Juden eingesetzt. Investitionen unterblieben ganz.

### Von 1945 bis 1971
Mit dem Einmarsch sowjetischer Truppen am 28. Januar 1945 in Łagiewniki endete die deutsche Besatzung. Bevor die Produktion wieder neu aufgenommen werden konnte, musste ein Feuer in 320 m Teufe nahe Schacht „Miarki“ (Carnallsfreude) gelöscht und ein Teil des Abbaufeldes Rycerskie (Redensblick) gesümpft werden.
Die Mechanisierung des Abbaus, die Errichtung einer Wäsche zur Trennung von Kohle und taubem Gestein, das Tieferteufen mehrerer Schächte auf die 470-m-Sohle sowie der Abbau von Kohle im Feld der Grube Rozbark führten ab 1956 zu einer spürbaren Produktionssteigerung. Trotzdem zeigte sich in den Folgejahren, dass die reichsten und günstig erreichbaren Kohleflöze abgebaut waren. Wegen der damit verbundenen Risiken scheute man sich jedoch, in größerem Stil aus den Sicherheitspfeilern Kohle zu gewinnen. Vielmehr setzte man ab 1963 auf den Abbau der Flöze 412 a/b und 416/b, deren Ergiebigkeit auf 7,2 Mio. t geschätzt wurde.
Am 1. Juli 1971 wurde die Zeche in das Bergwerk Rozbark integriert, nachdem die Eigenproduktion 1970 noch etwa 837.200 Tonnen betragen hatte. Alle Bergleute wurden auf Rozbark angelegt. Der zuletzt noch verbliebene Schacht trug den Namen „Karol Miarki I“ und befand sich auf dem Betriebsgelände von „Carnallsfreude“ (ul. Arki Bożka).

## Förderzahlen
- 1873: 386.600 t
- 1913: 833.530 t
- 1938: 920.467 t
- 1970: 837.200 t

## Weblink
- 43 Flötzkarten (sic) des Oberschlesischen Steinkohlebeckens als JPG-Dateien, die Feldgrenzen, Flöze und Schächte nach dem Bestand von 1902. „Verlag von Priebatsch’s Buchhandlung, Breslau“; abgerufen am 14. Juli 2015.